# North Vancouver
North Vancouver – miasto w Kanadzie, w prowincji Kolumbia Brytyjska, w dystrykcie regionalnym Greater Vancouver. Leży nad zatoką Burrard, naprzeciwko miasta Vancouver. Od zachodu, północy i wschodu otacza je gmina o tej samej nazwie
Liczba mieszkańców North Vancouver wynosi 48 196. Język angielski jest językiem ojczystym dla 67,6%, perski dla 7,3%, tagalog dla 3,1%, koreański dla 2,5%, hiszpański dla 1,7%, niemiecki dla 1,6%, francuski dla 1,5%, japoński dla 1,1% mieszkańców (2011).